# جلودية
جلودية قرية سوريّة تتبع إداريّاً لمحافظة حمص منطقة حمص ناحية حمص، بلغ تعداد سكانها 202 نسمة حسب التعداد السكاني لعام 2004.